# Bembidion humboldtense
Bembidion humboldtense är en skalbaggsart som beskrevs av Blaisdell. Bembidion humboldtense ingår i släktet Bembidion och familjen jordlöpare. Inga underarter finns listade i Catalogue of Life.